# Licania sprucei
Licania sprucei là một loài thực vật có hoa trong họ Cám. Loài này được (Hook.f.) Fritsch. mô tả khoa học đầu tiên năm 1889.